# 더 테러 라이브
《더 테러 라이브》(The Terror Live)는 2013년 7월 31일 개봉한 대한민국의 영화이다. 감독은 김병우이고, 하정우, 이경영, 전혜진, 김소진, 이다윗이 출연했다.

## 줄거리
SNC 방송국에서 라디오방송을 진행하던 국민앵커 윤영화. 그날은 청취자들의 의견을 즉흥적으로 들어보는 전화연결 시간을 갖고 있었다. 모든 건 박노규라는 일용직 노동자의 전화 한통으로 시작됐다. 그는 묻는 말에는 일체 대답을 하지 않고 자신의 신세한탄만 늘어놓기 시작했고 처음에는 끊어달라며 정중하게 말로하던 영화는 짜증이 솟구쳐 욕설을 내뱉는다. 급기야 박노규는 자신에게 폭탄이 있으며 곧 마포대교를 폭파시킬거라는 엄청난 말을 한다. 영화는 코웃음치며 한번 해보라는 식으로 비웃듯이 말했지만 곧 알 수 없는 굉음이 들리더니 정말로 창문 너머 마포대교가 폭발하고 말았다. 
잠시 어리둥절해진 영화는 곧 상황파악을 하고는 엄청난 아이디어를 낸다. 바로 지금 이 상황을 자신이 독점으로 중계하는 것. 이후 테러범과 단독적으로 전화연결까지 하며 본격적인 단독중계를 시작했고 이후 박노규로부터 왜 이런일을 벌였는지 물어본다. 2년 전, G20을 위해 마포대교를 미적으로 보수공사하는 작업에 투입된 박노규는 동료들과 늦게까지 남아서 일을 하다 동료 3명이 물에 빠지는 사고를 보게된다. 그는 모든걸 제쳐놓고 경찰과 119부터 찾았지만 다들 회담준비에 총력을 기울이느라 말로만 출동하겠다고 할 뿐 아무도 오지 않았다. 결국 물에 빠진 세사람은 익사하고 말았다. 
박노규의 요구사항은 딱 두가지 죽은 세사람의 장례비와 보상금을 합한 21억 7924만 5000원이란 거액과 당시 사람을 죽게만든 회담의 주도자였던 대통령의 사과. 이 두가지만 이루어지면 자신도 그 즉시 대교에 갇혀있는 사람들을 풀어주고 자수하겠다고 했지만 정부에서는 대테러대책위원회와 경찰청장만을 파견할 뿐 그의 요구에는 한사코 불응했다. 옆에서 보고있던 영화 역시 답답함을 감추지 못하고 잡음 만들어내지 말고 그냥 대통령 데려오라고 했지만 다들 요구사항만 받아들이고는 곧바로 달아난다며 가볍게 무시해버렸다. 남 이야기를 전혀 듣지 않은채 강압적으로 밀어붙이기만 하는 그들의 태도에 영화는 결국 뚜껑이 열린다.

## 캐스팅
- 하정우 - 윤영화 역
- 이경영 - 차대은 역
- 전혜진 - 박정민 역
- 이다윗 - 박신우 역
- 김소진 - 이지수 역
- 김홍파 - 주진철 경찰청장 역
- 김해인 - 노현진 역
- 한성천 - 정용석 PD 역
- 이청희 - 라디오 작가 역
- 강진아 - 보도국 작가 역
- 강신철 - 보도국 오디오 엔지니어 역
- 최정현 - 보도국 FD 역
- 김재철 - 아반떼 아버지 역
- 임현성 - 보도국 모니터 엔지니어 역
- 최대훈 - 박정민 수사팀 1 역
- 김대명 - 박신우 목소리 역
- 전수지 - 여경 목소리 역
- 이춘연 - 대통령 목소리 역
- 손성찬 - 직장인 남자 1 역
- 박성희 - EATV 여자 앵커 역
- 최덕문 - 김상모 비서관 역 (특별출연)
- 최진호 - 이상진 역 (특별출연)

## 설정
- SNC 방송국(영어: SNC Broadcasting): 대한민국 서울특별시 영등포구 여의도동에 위치한 빌딩이며 영화 더 테러 라이브에 나온다.
- KTN 방송국(영어: KTN Broadcasting): 대한민국 서울특별시에 위치하며 영화 더 테러 라이브에 나온다.
- APN 방송국(영어: APN Broadcasting): 대한민국 서울특별시에 위치하며 영화 더 테러 라이브에 나온다.
- EATV 방송국(영어: East Asia Television): 대한민국 서울특별시에 위치하며 영화 더 테러 라이브에 나온다.
- 여의도 JR 타워(영어: Yeouido JR Tower): 대한민국 서울특별시 영등포구 여의도동에 위치한 빌딩이며 영화 더 테러 라이브에 나온다. 건물이 무너지는 장면이 나온다.

## 수상
- 2014년 제50회 백상예술대상 후보 영화 감독, 시나리오, 작품, 남자 인기, 최우수 연기상
- 2014년 제34회 황금촬영상 시상식 수상 신인감독상 - 김병우, 연기대상 - 하정우
- 2014년 제19회 춘사영화제 후보 기술상
- 2014년 제16회 우디네 극동영화제 후보 한국영화
- 2014년 제13회 뉴욕 아시아 영화제 후보 떠오르는 아시아스타상
- 2014년 제9회 파리한국영화제 후보 페이사쥬
- 2015년 제33회 브뤼셀 판타스틱 영화제 후보 오피셜 셀렉션
- 2018년 제16회 피렌체 한국영화제 후보 상영작